# Alex Timossi Andersson
Alex Timossi Andersson, född 19 januari 2001 i Helsingborg, är en svensk fotbollsspelare som spelar för IF Brommapojkarna. 

## Karriär
Timossi Anderssons moderklubb är Stattena IF, vilka han som tolvåring lämnade för Helsingborgs IF. Som 15-åring debuterade han i division 2 i Helsingborgs IF Akademi och gjorde under säsongen även sitt första mål på seniornivå. Den efterföljande säsongen, 2017, fick anfallaren debutera i klubbens a-lag – då han gjorde ett inhopp i årets första träningsmatch mot danska Odense kort efter det att han fyllt 16 år. Några veckor senare gjorde han sin tävlingsdebut för HIF – i cupmötet med IF Brommapojkarna. Senare samma år avverkade han även sin ligadebut för Helsingborg, då han gjorde ett inhopp i Superettan-matchen mot Gefle IF den 17 april.
Den snabbe anfallaren  provspelade 2016 med tyska storklubben Bayern München. Efter sin seniordebut i Helsingborgs IF missade han även en cupmatch, då han var på provspel med den engelska storklubben Manchester United. 2017 blev han utsedd till årets HIF:are.
I oktober 2017 skrev Timossi Andersson på för tyska Bayern München, men stannade kvar i Helsingborgs IF i väntan på att övergången officiellt skulle genomföras den 1 juli 2019. I juni 2018 tidigarelades övergången och Timossi Andersson gick till Bayern München. I maj 2019 skrev han på sitt första proffskontrakt med klubben. I februari 2020 återvände Timossi Andersson till Helsingborgs IF på ett låneavtal fram till den 30 juni 2020. Låneavtalet förlängdes senare över resten av säsongen.
Den 8 februari 2021 lånades Timossi Andersson ut till österrikiska Austria Klagenfurt på ett låneavtal över resten av säsongen 2020/2021. Den 6 juli 2022 värvades Timossi Andersson av Heerenveen, där han skrev på ett fyraårskontrakt. Den 31 augusti 2023 värvades Timossi Andersson av IF Brommapojkarna.

## Karriärstatistik
| Klubb                                                      | Säsong            | Inhemsk liga      | Inhemsk liga | Inhemsk liga | Nat. täv. | Nat. täv. | Internat. täv. | Internat. täv. | Totalt | Totalt |
| Klubb                                                      | Säsong            | Serie             | SM           | Mål          | SM        | Mål       | SM             | Mål            | SM     | Mål    |
| ---------------------------------------------------------- | ----------------- | ----------------- | ------------ | ------------ | --------- | --------- | -------------- | -------------- | ------ | ------ |
| Helsingborgs IF                                            | 2017              | Superettan        | 18           | 2            | 4         | 1         | 0              | 0              | 22     | 3      |
| Helsingborgs IF                                            | Totalt i klubblag | Totalt i klubblag | 18           | 2            | 4         | 1         | 0              | 0              | 22     | 3      |
| Antal matcher och mål är korrekt per den 17 november 2017. |                   |                   |              |              |           |           |                |                |        |        |